# Kostenzurechnungsprinzip
Das Kostenzurechnungsprinzip (oder Kostenverteilungsprinzip) ist in der Kostenrechnung ein Grundsatz, wonach die Kostenarten auf verschiedene Bezugsobjekte verteilt werden müssen.  

## Allgemeines
Als Kostenzurechnung wird die Zuordnung von Kosten zu einem Bezugsobjekt bezeichnet. Kostenzurechnungsprinzipien begründen und legen fest, wie Kostenarten einzelnen Kostenträgern zuzuordnen sind. Sie stellen auf nachweisbare, sachlich erklärbare Zusammenhänge ab und streben eine möglichst wirklichkeitsgetreue Abbildung des Kostenanfalls an.

## Arten
Unterschieden wird zwischen eindimensionalen und mehrdimensionalen Kostenzurechnungsprinzipien:
- Eindimensionale Kostenzurechnungsprinzipien beruhen auf einer einzigen Bezugsgröße, nämlich der Beschäftigung bei einer einzigen Kostenfunktion. 
  - Verursachungsprinzip: Das Hauptprinzip beinhaltet die Regel, dass dem Kostenträger nur diejenigen Kosten belastet werden, die durch den Verbrauch an Produktionsfaktoren hierfür entstanden sind.[4] Dem Kostenträger werden nur diejenigen Kosten zugeordnet, die bei der Produktion einer zusätzlichen Mengeneinheit anfallen bzw. bei Verzicht darauf wegfallen. Die auf die Kostenträgereinheit zurechenbaren Kosten sind somit deren Grenzkosten. Es werden die Einzelkosten sowie die beschäftigungsvariablen Gemeinkosten zugerechnet. Die Anwendung erfolgt bei der Grenzplankostenrechnung.
  - Nach dem Beanspruchungsprinzip können einem Kostenträger diejenigen Kosten zugerechnet werden, die bei der Entstehung der Mengeneinheit zusätzlich genutzt werden. Es ermöglicht neben der Zurechnung der Grenzkosten auch die Zurechnung von Nutzkosten. Bei einer Verringerung der Produktion um eine Einheit sinken die Gesamtkosten nicht in Höhe der dieser Einheit zugerechneten Nutzkosten. Es erhöht sich lediglich der Anteil der Leerkosten an den beschäftigungsfixen Kosten. Das Beanspruchungsprinzip wird in der Prozesskostenrechnung verwendet.
  - Durchschnittsprinzip: Die Gemeinkosten werden durchschnittlich (und nicht verursachungsgemäß) auf die Bezugsgrößen verteilt.[5] Es wird meist in zwei Formen angewendet:
    - Plausibilitätsprinzip: Als Bezugsobjekt wird eine andere Kostenart herangezogen. Beispielsweise können durch die Verwendung der (meist leicht ermittelbaren) Materialeinzelkosten als Beziehungszahl die Materialgemeinkosten auf die Kostenträger umgerechnet werden. Hierbei liegt die Überlegung zugrunde, dass die Höhe der Materialgemeinkosten mit der Höhe der Materialeinzelkosten in kausalem Zusammenhang steht. Je höher die Materialeinzelkosten einer Produkteinheit sind, umso mehr Materialgemeinkosten werden ihr dann zugerechnet.
    - Tragfähigkeitsprinzip: Dem Kostenträger werden die anteiligen Kosten entsprechend der anteiligen Umsatzerlöse (oder Deckungsbeiträge) zugerechnet. Erlösstarke Produkte sollen auch einen höheren Anteil an den Kosten erhalten, da sie vermutlich auch höhere Kosten verursacht haben.

  - Einwirkungsprinzip: Die Kosten gelten als Ursache der Produkte, ohne die sie nicht entstanden wären.[6]
- Mehrdimensionale Kostenzurechnungsprinzipien greifen auf mehrere Bezugsgrößen zurück, denn bestimmte Kostenarten können gleichzeitig mehreren Bezugsgrößen zugerechnet werden.[7]
  - Entscheidungsprinzip: Kosten werden einem bestimmten Produkt oder einer bestimmten Dienstleistung nur dann zugerechnet, wenn sie durch die konstitutive Entscheidung, diesen Kostenträger herzustellen, verursacht wurden.[8]
  - Identitätsprinzip: Kosten werden nur dann zugerechnet, wenn Kosten und Leistungen auf dieselbe Entscheidung zurückgeführt werden können.[9] Das Identitätsprinzip ist eine Weiterentwicklung des Entscheidungsprinzips und bildet die Grundlage für die Anwendung der relativen Einzelkostenrechnung.
  - Proportionalitätsprinzip: Insbesondere Gemeinkosten werden proportional zu bestimmten Bezugsgrößen auf die Kostenstellen verteilt.[10]
  - Tragfähigkeitsprinzip: Gemeinkosten werden entsprechend den Umsatzerlösen oder Deckungsbeiträgen nach Anrechnung der Einzelkosten auf den Kostenträger verteilt.[11]

Die Arten werden in der Fachliteratur weder einheitlich aufgezählt noch einheitlich benannt. Eine weitere Quelle unterscheidet zwischen Verursachungsprinzip, Identitätsprinzip, Proportionalitätsprinzip, Leistungsentsprechungsprinzip, Durchschnittsprinzip, Tragfähigkeitsprinzip, Nutzungsprinzip und Deckungslast.

## Wirtschaftliche Aspekte
Die Vorgehensweise bei der Kostenzurechnung beeinflusst maßgeblich das Kostenniveau und die Kostenstruktur. Die Anwendung der verschiedenen Arten der Kostenzurechnungsprinzipien führt zu unterschiedlichen Ergebnissen der Kostenverrechnung und damit zu unterschiedlichen Preiskalkulationen mit der Folge unterschiedlicher Marktpreise für dasselbe Produkt. Für Kalkulationszwecke muss daher eine Kostenzurechnung gefunden werden, welche die Inanspruchnahme der Ressourcen möglichst genau wiedergibt.

## Sonstiges
In der Umweltpolitik gibt es ebenfalls ein Verursacherprinzip.